# Quận McCulloch, Texas
Quận McCulloch (tiếng Anh: McCulloch County) là một quận trong tiểu bang Texas, Hoa Kỳ. Quận lỵ đóng ở thành phố Brady6. Theo kết quả điều tra dân số năm  2000 của Cục điều tra dân số Hoa Kỳ, quận có dân số 8205 người2.